# Acalypha uleana
Acalypha uleana är en törelväxtart som beskrevs av Lyman Bradford Smith och Robert Jack Downs. Acalypha uleana ingår i släktet akalyfor, och familjen törelväxter. Inga underarter finns listade i Catalogue of Life.